# Regalito
«Regalito» es una canción de pop rock escrita e interpretada por el cantante colombiano Juanes, lanzada como el tercer sencillo de su quinto álbum de estudio P.A.R.C.E. La canción fue lanzada oficialmente el 24 de febrero de 2011 por Universal Records.

## Información de la canción
La canción es un tema alegre que incluye acordes de dance, hip hop y rock, entre otros, dijo el cantante en un comunicado.
El cantante, apodado el Rey latino de las redes sociales, por el gran número de seguidores que tiene tanto en Facebook como en Twitter, reivindicó el jueves 24 de febrero de 2011 que la música debe ser un medio para educar a los jóvenes en la paz y que recurran al diálogo y no a las armas, en la primera entrevista de Facebook Live en español. Después de esta entrevista Juanes lanzó oficialmente el tercer sencillo de su quinto álbum de estudio "Regalito".
"Regalito" es un tema muy alegre al estilo de “La camisa negra”, con un poco de picardía.

## Presentación en vivo
El cantante Juanes fue seleccionado por el público como el artista del año, y su tema «Yerbatero» como la canción del año, en los únicos premios que conquistó el artista paisa en los Premios Lo Nuestro.
El músico colombiano aprovechó la velada que honra a los artistas más destacados de la música latina, para presentar su nuevo sencillo «Regalito» en vivo ante un público que aplaudió con pasión al cantante.

## Video musical
Juanes reveló, el 1 de marzo, que ya está listo su último video de la canción Regalito, dirigido por el mexicano Ángel Flores. El anuncio lo hizo el intérprete durante la primera entrevista en español del canal Celebs on Facebook; que ya ha tenido personajes de la talla de Bono de U2, George W. Bush, Bill Gates, entre otros. Juanes sostuvo una conversación de media hora con una presentadora que leía algunas de las preguntas de los internautas. El video de la canción fue lanzado mundialmente el viernes 4 de marzo.
El cantante confirmó que "Regalito" ya está en su página de Facebook junto a un detrás de cámaras del video durante el rodaje en Los Ángeles.
El video es considerado por Juanes como “un video que está súper espectacular, con mucha energía, con efectos diferentes”.

### Sinopsis
El video muestra a Juanes en un escenario cantando en vivo ante sus fanes, los cuales han sido parte fundamental para el desarrollo creativo de todo el concepto de P.A.R.C.E. su nuevo álbum.

## Posiciones
Regalito debutó en la posición número 26 en la lista Costa Rica Top 30. Regalito debutó en la posición #1 en el Top 20 de los vídeos más vistos de Colombia.
| Lista (2010)           | Posición |
| ---------------------- | -------- |
| Colombia Top 100       | 1        |
| Colombia Top 20 Videos | 1        |
| Costa Rica Top 30      | 1        |
| Top Latino             | 1        |